# MG 13
La MG 13 (Maschinegewehr 13) era una ametralladora liviana alemana, obtenida al rediseñar la ametralladora enfriada por agua Dreyse Modelo 1918, como una ametralladora enfriada por aire.

## Desarrollo
En 1907, Louis Schmeisser de Erfurt patentó una ametralladora bautizada en honor del inventor del fusil Dreyse por los gerentes de la fábrica donde era producida, ya que esta había sido fundada por Johann Nikolaus von Dreyse. La ametralladora Dreyse era una ametralladora pesada, enfriada por agua y que generalmente iba montada sobre un trípode.
La ametralladora Dreyse M1907 fue sustituida por la Modelo 1912 y ésta a su momento por la Modelo 1918. Con la llegada al poder de Adolf Hitler, se ordenó de inmediato la modernización de la Modelo 1918 por la empresa Simson en Suhl. Esta modernizada ametralladora recibió la designación MG 13.
Una característica poco común de la MG 13 era su gatillo con dos secciones, que también servía como selector del modo de disparo sin necesidad de una palanca o interruptor. Al presionar la sección superior, disparaba en modo semiautomático, mientras que al mantener presionada la sección inferior disparaba en modo automático. En ambos casos, disparaba a cerrojo cerrado.  

## Historia

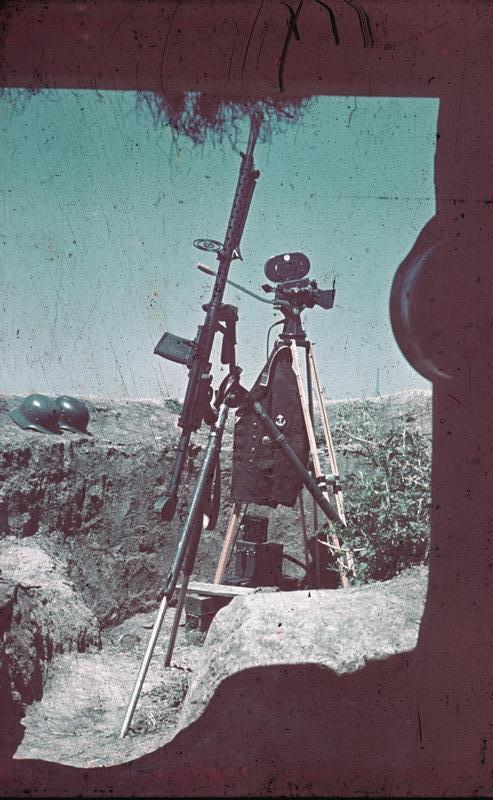
MG 13 montada sobre trípode antiaéreo, 1941.

Fue introducida en servicio en 1930, sirviendo como ametralladora ligera estándar hasta 1935. Fue superada por modelos más baratos y con mayor cadencia: la MG 34 y más tarde la MG 42. 
Las MG 13 fueron retiradas oficialmente de servicio en 1935. La mayoría fueron vendidas al ejército español (donde conservaron su designación alemana) y al portugués, donde fueron empleadas a fines de la década de 1940 con la designación Metralhadora 7,92 mm m/938 Dreyse. Las MG 13 que no fueron vendidas se guardaron en depósitos, siendo empleadas más tarde en la Segunda Guerra Mundial por unidades alemanas de segunda línea; como era sencilla de operar y recargar, muchas de estas unidades pudieron emplear eficazmente la MG 13. 
La MG 13 se diseñó para funcionar con un cargador de 25 cartuchos o con un tambor doble de 75. Estaba equipada con una culata plegable y un asa de transporte. Se utilizó en la torreta del tanque Panzer I.
El gobierno Nacionalista Kuomintang chino también importó desde Alemania en 1936 la MG 13 instalada en el Panzer I. La MG 13 también fue usada en la segunda guerra sino-japonesa contra el Ejército Imperial Japonés. El ejército portugués la empleó como ametralladora ligera durante la Guerra colonial portuguesa, con la designación m/938.

## Usuarios
- Alemania nazi
- España
- Noruega: la Policía Noruega recibió ametralladoras MG 13 después de la Segunda Guerra Mundial y las transformó en MG 13k.[6]
- Portugal[5]
- República de China